# Haza, Franciaországba
A Haza, Franciaországba kisregényt Jules Verne 1885-ben írta. Először két évvel később, a Le Temps folyóiratban jelent meg folytatásokban 1887. augusztus 31. és szeptember 30. közt. Könyvként ezt követően jelent meg Pierre-Jules Hetzel kiadásában 1887. október 3-án. A száz oldalt alig meghaladó művet Hetzel a Gil Braltar novellával együtt adta ki, a későbbi kiadások és fordítások hasonlóan jártak, járnak el.
A Haza, Franciaországba nem Verne korában vagy a jövőben, hanem a múltban játszódik. Nyelvezete egyrészt szándékosan archaikus, de nélkülözi a Verne művekre jellemző frappáns párbeszédeket, a táj- és városleírásokat is. Ugyanakkor roppant részletesen tárgyalja az 1792-es francia-orosz összecsapás fordulatait, szereplőit.
A történet elbeszélője egy pikárdiai paraszt, aki századossá kapaszkodott fel a ranglétrán írás-tudatlansága ellenére – ehhez képest egészen bőbeszédűen számol be élete egyik meghatározó kalandjáról, a könyvnek ő az elbeszélője.
A könyvben a francia szereplők kizárólag nemes lelkűek, szabadságvédelmezők, pozitív jellemvonásúak, a németek ezek ellenkezői, egyetlen jó jelzőt sem használ velük kapcsolatban az író.

## Tartalom
|  | Alább a cselekmény részletei következnek! |

A regény röviddel az 1792-es első koalíciós háború előtt játszódik, beleértve az első német támadást és annak feltartoztatását. A földművescsaládból származó elbeszélő Natalis Delpierre a katonaságban találta meg életcélját, legényként csatlakozott a francia sereghez. Részt vett az amerikai függetlenségi háborúban. Ezredével több helyen szolgál Franciaországon belül, eközben lassan századosi rangot ér el annak ellenére, hogy analfabéta.
A kisregény egyik szabadságát meséli el, amikor Belzingen kis német városába utazott, hogy meglátogassa testvérét, Irmát, aki ott él a Keller család szolgájaként. A Keller család feje német, a felesége francia, aki Natalis szűkebb hazájában, Pikárdiában született. Kellerék fia János. János menyasszonya a szintén francia Lauranay család lánya, Mártha, épp készülnek összeházasodni. Márthára szemet vet a városkában állomásozó német ezred egyik tisztje, Grawert Ferencz hadnagy is.
Az egyre feszültebb német-francia viszony miatt a Keller és Laurnay család úgy dönt, hogy visszatér Franciaországba az esküvőt követően. Kitör a háború, az esküvő elmarad, Jánost besorozzák, parancsnoka Grawert lesz. Jánost Grawert addig provokálja, amíg az meggyilkolja és emiatt menekülnie kell.
A két családnak, akit Natalis kísér, húsz napja van a német-francia határ elérésére, a könyv jelentős részét a folyamatos haladás, menekülés teszi ki. Nemsokára a csapathoz csatlakozik a menekülő János is, magával vonva az őt követő fejvadászokat.
A határt épp sikerül átlépniük, de addigra a német csapatok is támadásba lendültek, így továbbra sincsenek biztonságban. Bár a fejvadászokat egy összecsapásban legyőzik, nincs vége megpróbáltatásuknak. Menekülnek, bujkálnak, Natalis és János a németek kezére kerül, a francia csapatok épp kivégzésük közben támadja meg a németeket. És minő véletlen, Natalist épp ezrede menti meg, amelyhez csatlakozva harcba száll Franciaországért.
|  | Itt a vége a cselekmény részletezésének! |

## Szereplők
- Natalis Delpierre (31), százados, nővére Irma. Keller János tanítja meg írni és olvasni.
- Irma Delpierre (40), Natalis nővére, Keller asszony szolgája.
- Keller, a cselekmény idején már halott, kereskedő, a német hadsereg beszállítója.
- Kellerné (45), aki egy német kereskedőhöz ment feleségül, egy fia, János született, jelenleg özvegy.
- Keller János (24), kereskedő. Kellerék fia, jegyese Lauranay Mártha.
- Lauranay úr (70), francia származású, Belzingenben él, fia és menye halott, ezért ő neveli unokáját, Márthát.
- Lauranay Mártha (20), Keller János jegyese, Lauranay úr unokája.
- Kalkreuth, Belzingen rendőrfőnöke.
- Grawert Ferencz német tiszt, szerelmes Lauranay Márthába.
- Von Grawert ezredes, Grawert Ferencz atyja.
- Buch, orvvadász és két fia, akik fejvadászokká válva üldözik Keller Jánost.
- Hans Stenger, francia gazda, aki menedéket ad a szökevényeknek.
- Pertz Lajos, fiatal porosz katona Belzingenből.

## Érdekesség
A Haza, Franciaországba regényt németre csak jelentős késéssel fordították le. Ennek vélt oka a mű német-ellenessége, ám a németeket szintén negatív színben feltüntető A bégum ötszázmilliója vagy Bombarnac Klaudius szinte azonnal elérhető volt Németországban német nyelven. 2012-ben a német Jules Verne Club megbízásából készült el minőségi fordítás, a könyvet kis példányszámban nyomták ki, leginkább a klub tagjai számára.
- Jules Verne, Der Weg nach Frankreich, fordította: Gudrun Hermle, kiadó: Jules-Verne-Club, 2012
- Jules Verne, Der Weg nach Frankreich, fordította: Gudrun Hermle, Berlin, 2012, ISBN 978-3943275049

## Magyar kiadások
- Franklin-Társulat, Budapest, 1889, fordította: Huszár Imre[2]
- Franklin-Társulat, Budapest, 1906, fordította: Huszár Imre[2]
- Unikornis, Budapest, 2000, ISBN 9634272142, fordította: Majtényi Zoltán[2]
- Alexandra, Pécs, 2000, ISBN 9638086807, fordította: Huszár Imre[2]